# 湖南省韶山管理局
湖南省韶山管理局是中共湖南省委直属正厅级事业单位，归口中共湖南省委办公厅管理。主要负责韶山革命纪念地的宣传、接待、保护、开发和管理等工作，工作地点为湖南省湘潭市韶山市故园路17号。

## 历史
为了加强对毛泽东故乡韶山冲的建设和管理，1963年，中共湖南省委、湖南省人民委员会决定设立韶山管理局。

## 机构
湖南省韶山管理局下设五个处室：
- 办公室
- 宣传处
- 接待处（外事办公室）
- 人事处
- 机关党委（与纪检监察合署办公）

负责管理以下单位：
- 韶山毛泽东同志纪念馆[2]
- 韶山宾馆[3]
- 韶山毛泽东图书馆[4]
- 毛泽东广场管理处[5]
- 园林环卫管理处[6]
- 韶山照相馆

管辖的韶山冲毛泽东同志故居及其6个附属点：毛泽东曾下榻过的韶山宾馆故园一号楼和滴水洞一号楼，毛泽东早年开展过农民运动的毛氏宗祠、毛鉴公祠、毛震公祠，毛泽东少年时代读私塾的旧址南岸为全国重点文物保护单位。

## 现任领导
- 党委书记：胡贺波（中共湘潭市委书记兼任）[7][8]
- 党委副书记、局长：张希慧[8][9][10]
- 党委委员、副局长：付维华、邓文一[11]